# Coronel Macedo (ort)
Coronel Macedo är en ort i Brasilien.   Den ligger i kommunen Coronel Macedo och delstaten São Paulo, i den södra delen av landet, 900 km söder om huvudstaden Brasília. Coronel Macedo ligger 627 meter över havet och antalet invånare är 5 001.
Terrängen runt Coronel Macedo är huvudsakligen platt, men norrut är den kuperad. Terrängen runt Coronel Macedo sluttar västerut. Närmaste större samhälle är Taquarituba, 13,0 km nordost om Coronel Macedo.
Omgivningarna runt Coronel Macedo är en mosaik av jordbruksmark och naturlig växtlighet. Runt Coronel Macedo är det ganska glesbefolkat, med 47 invånare per kvadratkilometer.